# Mittelpunkt der Erdoberfläche
Der Mittelpunkt der Erdoberfläche ist der Flächenschwerpunkt innerhalb der zweidimensionalen sphärischen Oberfläche der Erde, wobei vereinfachend ein Geoid als geometrische Form angenommen wird und die Reliefstruktur der Landflächen als flache Ebenen idealisiert werden. Zur Berechnung eines Flächenschwerpunkts ist eine Definition von Entfernung notwendig, die auf der Erdoberfläche als kürzeste Verbindung zweier Punkte über den Großkreisbogen gegeben ist. Die reale Entfernung zweier Punkte auf der Erde ist somit eindeutig und unabhängig von jeder Kartenprojektion.
Mit dem Begriff ist nicht der geometrische Mittelpunkt der Erde als dreidimensionaler Körper gemeint, denn der liegt innerhalb des Erdkerns.

## Berechnungsverfahren
Der geographische Mittelpunkt ist anschaulich der Punkt auf der Erdoberfläche, von dem aus die Summe der Entfernungen zu allen anderen Punkten auf Landflächen minimal ist. Die Bestimmung kann nicht mathematisch analytisch, also „in einem Schritt“ erfolgen, weil keine mathematische Abstraktion der Form der Kontinente und Inseln der Erde existiert, sondern muss daher iterativ numerisch erfolgen. Das üblicherweise verwendete Verfahren teilt ein digitales Erdmodell in Rasterpunkte auf und berechnet für jeden Rasterpunkt dessen Entfernungen zu allen anderen Rasterpunkten und summiert diese. Der Punkt, dessen Entfernungssumme minimal ist, ist der geographische Mittelpunkt.
Mit demselben Berechnungsverfahren wurde beispielsweise auch der Bevölkerungsmittelpunkt bestimmt, nur wurde dort als Berechnungsgrundlage ergänzend die lokale Bevölkerungsdichte hinzugezogen.

## Geschichte der Berechnung
Im Jahr 1864 gab Charles Piazzi Smyth, Direktor des schottischen königlichen Observatoriums von Edinburgh, in seinem Buch Our Inheritance in the Great Pyramid die Koordinaten mit 30° N, 31° O an, was der Position der Pyramiden von Giseh entspricht. Im Oktober desselben Jahres ergänzte Smyth, um die Große Pyramide als Nullmeridian deklarieren zu können, dass dies der Meridian ist, der im Vergleich zu allen anderen, den größten Streckenanteil über Landflächen verläuft. Außerdem betonte er die kulturelle Bedeutung dieser Position mit ihrer Nähe zu Jerusalem. Das damalige Entscheidungsgremium zur Auswahl des Nullmeridians wählte dann jedoch im Jahr 1884 die Position des Royal Greenwich Observatory in London, weil Kartennavigation damals hauptsächlich zur nautischen Navigation diente und London der wichtigste Welthafen war. Auf Smyth verweisend, schrieb Frederick Augustus Porter Barnard (1809–1889) im Jahr 1884 in The imaginary metrological system of the Great pyramid of Gizeh, dass die perfekte Positionierung der Großen Pyramide entlang des Meridians auf eine beabsichtigte Entscheidung ihrer Erbauer schließen lässt.
In der Ausgabe von September 1919 des amerikanischen Trestle Board Magazine, erklärte William Galliher, dass das Wissen, die Große Pyramide sei das geographische Zentrum aller Landflächen „aufgrund vieler Jahre wissenschaftlicher Forschung gefestigt“ sei und dass die geographische Position der Großen Pyramide vermutlich der „endgültige Ort auf der Erde“ sei, um ein kataklysmisches Ereignis zu überstehen.
Im Jahr 1973 verwendete Andrew J. Woods, Physiker bei Gulf Energy & Environmental Systems Company in San Diego eine globale digitale Karte, um die Koordinaten auf einem Mainframe-System algorithmisch zu berechnen. Das Ergebnis lag mit 39° N, 34° O 1000 km nördlich von Giseh und 300 km östlich des von Smyth angegebenen Längengrads.
Im Jahr 2003 führte eine erneute Berechnung auf Basis eines durch Satellitenmessungen erhaltenen globalen digitalen Höhenmodells, ETOPO2, dessen Datenpunkte im Abstand von 2′ (3,7 km am Äquator) liegen, zum Ergebnis 41° N, 35° O und validiert damit Woods Berechnung.

## Kritik
Die Berechnung des geographischen Mittelpunkts sei abhängig von der Art der Kartenprojektion: Auf den ersten Blick erscheint die Lage des Mittelpunkts in der Nähe des Zentrums der üblicherweise in Europa und den USA verwendeten Weltkarten als durch die Auswahl des Kartenausschnitts bedingt. Im Zeitalter vor Erfindung des Computers wurde tatsächlich der Mittelpunkt oft anhand zeichnerischer Arbeit auf Karten in Zylinderprojektion bestimmt. Dadurch übertrugen sich die bei jeder Kartenprojektion bedingten Abbildungsfehler auf die Berechnung und Entfernungsberechnungen über den Kartenrand hinaus und wurden vermutlich nicht durchgeführt. Heutzutage erfolgt die Berechnung unabhängig von jeder Karte über die direkte Bestimmung der Entfernungen entlang von Großkreisbögen. Das Computer-Programm verwendet ein digitales Globusmodell, also eine „randlose Karte“. Der einzige wesentliche Fehler entsteht durch die Vereinfachung der Form der Erdoberfläche, aber diese Abweichung ist so minimal, dass sie vernachlässigt werden kann.
Die Berechnung würde das Oberflächenrelief der Erde ignorieren, also deren Gebirge und Senken: Der Abstand zwischen der höchsten Erhebung auf der Erdoberfläche über dem Meeresspiegel und der tiefsten Landsenke innerhalb von Kontinenten beträgt 10 km. Um diesen minimalen Fehler einmal anschaulich zu verdeutlichen: 10 km sind 0,08 % des Durchmessers der Erde, der 12.700 km beträgt und damit wird das Ignorieren der Oberflächendetails gerechtfertigt.
Die Wahl des zur Berechnung gewählten Algorithmus sei willkürlich: Der gewählte Algorithmus ist das übliche Verfahren, um Mittelpunkte von unregelmäßigen Flächen zu bestimmen. Idealisiert betrachtet ist es z. B. das Verfahren innerhalb des betriebswirtschaftlichen Fachgebiets Operations Research, um den optimalen Standort eines Auslieferungslagers eines Unternehmens zu bestimmen, wenn nur ein zentrales Lager existiert und die Auslieferungsziele auf der Fläche verteilt liegen.